# Citigroup Center (Chicago)
Il Citigroup Center è un grattacielo di Chicago, negli Stati Uniti. È stato progettato dagli architetti Murphy/Jhan in stile moderno.
L'edificio, precedentemente noto come Northwestern Atrium Center, è stato costruito tra 1984 e il 1987.